# Audan Panfilow
Der Audan Panfilow (kasachisch Панфилов ауданы Panfilow audany, russisch Панфиловский район Panfilowski rajon) ist ein Bezirk im Gebiet Schetissu in Kasachstan.

## Geschichte
Der Bezirk wurde am 17. Januar 1928 gegründet. Er trug den Namen Rajon Dscharkent, benannt nach dem Verwaltungszentrum der Stadt Dscharkent (heute: Scharkent). Seit 1932 war der Bezirk Teil der Oblast Alma-Ata. Seit 1942 trägt der Bezirk den Namen Rajon Panfilow, benannt nach dem sowjetischen Offizier Iwan Panfilow. Mit Gründung der Oblast Taldy-Kurgan 1944 gehörte der Bezirk zu dieser neuen Oblast. Am 27. Dezember 1956 wurde der benachbarte Rajon Oktjabr aufgelöst und sein Territorium dem Rajon Panfilow angegliedert. Mit der Auflösung der Oblast Taldy-Kurgan im Jahr 1959 wurde er erneut Bestandteil der Oblast Alma-Ata. Ab 1967 gehörte der Bezirk zur wieder gebildeten Oblast Taldy-Kurgan.
Nach der Unabhängigkeit Kasachstans von der Sowjetunion wurde im Zuge einer großen Gebietsreform das Gebiet Taldyqorghan aufgelöst, womit der Bezirk wieder zum Oblys Almaty gehörte. Seit Gründung des Oblys Schetissu im Juni 2022 ist der Bezirk Bestandteil dieser.

## Bevölkerung
Bei der Volkszählung 1999 hatte der Audan Panfilow 112.984 Einwohner. Die Volkszählung 2009 ergab für den Bezirk eine Einwohnerzahl von 113.059. Bei der letzten Volkszählung 2021 lebten 132.941 Menschen im Audan Panfilow. Die Fortschreibung der Bevölkerungszahl ergab zum 1. Januar 2025 eine Einwohnerzahl von 134.212.
| Einwohnerentwicklung               | Einwohnerentwicklung | Einwohnerentwicklung | Einwohnerentwicklung | Einwohnerentwicklung | Einwohnerentwicklung | Einwohnerentwicklung | Einwohnerentwicklung |
| 1939                               | 1959                 | 1970                 | 1979                 | 1989                 | 1999                 | 2009                 | 2021                 |
| ---------------------------------- | -------------------- | -------------------- | -------------------- | -------------------- | -------------------- | -------------------- | -------------------- |
| 18.832                             | 46.318               | 77.106               | 84.186               | 106.423              | 112.984              | 113.059              | 132.941              |
| Anmerkung: Volkszählungsergebnisse |                      |                      |                      |                      |                      |                      |                      |

## Verwaltungsgliederung
Der Audan Panfilow ist in 14 ländliche Bezirke (kasachisch Ауылдық округ Auyldyq okrug; russisch Сельский округ Selski okrug) gegliedert (Stand: 2021).
| Ländlicher Kreis | Einwohner | Einwohner | Orte                                                    |
| Ländlicher Kreis | 2009      | 2021      | Orte                                                    |
| ---------------- | --------- | --------- | ------------------------------------------------------- |
| Aidarly          | 2.321     | 2.265     | Aidarly, Darbasaqum, Sarpyldaq                          |
| Basqunschy       | 4.732     | 5.329     | Almaly, Basqunschy                                      |
| Birlik           | 5.709     | 5.770     | Altyüi, Nadek, Scheschin                                |
| Köktal           | 12.581    | 12.549    | Aqqudyq, Aqschasyq, Köktal                              |
| Pidschim         | 8.298     | 11.899    | Awat, Pidschim, Qorghas, Yntymaq                        |
| Qongyröleng      | 5.240     | 4.796     | Böribai Bi, Kermeaghasch, Qongyröleng, Sarytöbe, Yntaly |
| Sarybel          | 4.553     | 4.156     | Sadyr, Sarybel, Turpan, Tyschqan                        |
| Scharkent        | 39.731    | 52.361    | Scharkent                                               |
| Schaskent        | 2.677     | 3.778     | Golowazki atyn, Suptai                                  |
| Scholaqai        | 4.190     | 5.036     | Diqanqairat, Schideli, Scholaqai                        |
| Taldy            | 5.042     | 5.440     | Bölimsche, Jengbekschi, Lesnowka, Scherujyq             |
| Ülken Schaghan   | 9.581     | 11.265    | Aqkent, Kischi Schaghan, Qyryqqudyq, Ülken Schaghan     |
| Ülkenaghasch     | 3.309     | 2.936     | Äulijeaghasch, Köktal-Arassan, Scharkent-Arassan        |
| Üscharal         | 5.095     | 5.361     | Aqaral, Qysylschide, Üscharal                           |